# Senyoria de Montmirail (Sarthe)
La senyoria de Montmirail a l'actual departament del Sarthe, fou una jurisdicció feudal de França, famosa perquè una senyor va enllaçar amb la casa reial anglesa.
Apareixen quatre senyors com a senyor de Montmirail: 
- Guillem I Goët ?-1059

casat amb Matilde d'Alluye
- Guillem II Goët 1059-1117 (fill)

casat amb Eustàquia
- Guillem III Mischinus Goët 1117-1119 (fill)

casat amb una filla il·legítima d'Enric I d'Anglaterra de nom desconegut
- Guillem IV Goët 1119-1169, senyor de Montmirail i d'Alluis, i baró de Perche-Goët

casat amb Isabel de Blois
- Matilde Goët casada amb Jofré III senyor de Donzy (+1187)